# Laniarius mufumbiri
A Laniarius mufumbiri a madarak osztályának verébalakúak (Passeriformes) rendjébe és a bokorgébicsfélék (Malaconotidae) családjába tartozó faj.

## Rendszerezése
A fajt William Robert Ogilvie-Grant skót ornitológus írta le 1911-ben.

## Előfordulása
Afrika középső részén, Burundi, Kenya, a Kongói Demokratikus Köztársaság, Ruanda, Tanzánia és Uganda területén honos. Természetes élőhelyei a szubtrópusi és trópusi lápok és mocsarak. Állandó, nem vonuló faj.

## Megjelenése
Testhossza 19 centiméter, testtömege 45-46 gramm.

## Természetvédelmi helyzete
Az elterjedési területe még elég nagy, egyedszáma pedig csökken. A Természetvédelmi Világszövetség Vörös listáján mérsékelten fenyegetett fajként szerepel.